# Edwin Rosario
Edwin „Chapo“ Rosario (* 15. März 1963 in Toa Baja, Puerto Rico; † 1. Dezember 1997 ebenda) war ein puerto-ricanischer Boxer.

## Profikarriere
Nach einer Amateurkarriere mit 28 Siegen und zwei Niederlagen wurde „Chapo“ 1979 mit 16 Jahren Profi, zunächst im Bantamgewicht, dann im Leichtgewicht, betreut von den Tyson-Managern Bill Cosell und Jim Jacobs. Er war in den 1980er Jahren einer der schlagkräftigsten Boxer dieser Klasse, legte aber andererseits wenig wert auf Defensive und hatte nur durchschnittliche Nehmerfähigkeiten (wird daher manchmal mit Ike Williams verglichen).
Im Alter von nur 20 Jahren gelang ihm am 1. Mai 1983 der Gewinn des vakanten WBC-Titels gegen den mexikanischen Rechtsausleger José Luis Ramírez mit einem für ihn seltenen Punktsieg. In zwei Titelverteidigungen schlug er Roberto Elizondo durch Erstrunden-KO, Olympiasieger Howard Davis besiegte er knapp nach Punkten. Dann kam es zum Rückkampf mit Ramirez. Er hatte seinen Gegner früh am Boden, wurde aber in Runde vier gestoppt und musste den Titel abgeben.
Er besiegte daraufhin den damals noch unbekannten Frankie Randall. 1986 unterlag er umstritten seinem Landsmann Hector Camacho nach Punkten. Im selben Jahr konnte er sich durch kurzrundigen KO (in der zweiten Runde) gegen den bekannt guten Nehmer Livingstone Bramble durchsetzen und errang damit den WBA-Titel. Er verteidigte den Titel gegen Juan Nazario durch KO, traf anschließend 1987 auf einen auf dem Höhepunkt seines Könnens stehenden Julio César Chávez, der ihn regelrecht auseinandernahm und in der elften Runde vorzeitig besiegte. 1989 gewann er den (von Chávez abgegebenen) WBA-Titel durch KO gegen Anthony Jones zurück, verlor aber gleich im nächsten Kampf im April 1990 gegen Nazario nach Abbruch aufgrund von Platzwunden.
1991 stieg er ins Halbweltergewicht auf und besiegte WBA-Weltmeister Loreto Garza durch KO in Runde drei. Doch auch diesen Titel verlor er schnell wieder, als er gegen den japanischen Rechtsausleger Akinobu Hiranaka in der ersten Runde verlor.
Nach einer KO-Niederlage im Rückkampf mit Randall beendete er 1993 seine Karriere. Ein Comebackversuch 1997 scheiterte. Er geriet immer wieder mit dem Gesetz in Konflikt und starb im Alter von 34 Jahren an Drogenproblemen.
2006 fand Rosario Aufnahme in die International Boxing Hall of Fame.